# Anomala praeclara
Anomala praeclara är en skalbaggsart som beskrevs av Renaud Maurice Adrien Paulian 1959. Anomala praeclara ingår i släktet Anomala och familjen Rutelidae. Inga underarter finns listade i Catalogue of Life.